# Paronychia hintoniorum
Paronychia hintoniorum är en nejlikväxtart som beskrevs av Billie Lee Turner. Paronychia hintoniorum ingår i släktet prasselörter, och familjen nejlikväxter. Inga underarter finns listade i Catalogue of Life.